# Grave
Grave je švedski death metal sastav koji je 1986. osnovao pjevač i gitarist Ola Lindgren koji je njihov jedini stalni član. Sastav je imao poseban uspjeh ranih 1990-ih, i njihova prva četiri albuma, Into the Grave, You'll Never See..., Soulless i Hating Life. Grave je napravio pauzu 1997., ali su se ponovo okupili dvije godine kasnije. Od tada su objavili još sedam albuma, što čini ukupno jedanaest studijskih albuma. Uz sastave Dismember, Entombed i Unleashed, Grave se smatra jednim od "velike četvorke" švedskog death metala.

## Životopis

### Početci (1986. – 1993.)
Sastav je osnovan 1986. godine pod imenom Corpse i promijenio ga je u Grave 1988. Snimili su razne demoalbume od 1986. do 1991., a snimili su i nekoliko singlova i EP-ova. Njihov debitanski studijski album Into the Grave objavljen je 1991. Izdanje je dovelo do europske i američke turneje.
Godine 1992. sastav je objavio svoj drugi studijski album You'll Never See..., koji je bio nastavak stila koji je prikazan na njihovom prvijencu. Iako je basist Jonas Torndal napustio sastav kao rezultat njegove sve veće odbojnosti prema turnejama. Nakon neuspješnog pokušaja pronalaska zamjene, grupa je odlučila postati trio, a gitarist Jörgen Sandström prešao je na bas gitaru. Uslijedila je europska turneja sa sunarodnjacima Dismember i headlinerom Morbid Angelom.

### Soulless,Hating Life, pauza i povratak (1994. – 2003.)
Treći album sastava, Soulless iz 1994., pokazao je nešto drugačiji stil, miješajući više eksperimentalnih i industrijskih tonova u death metal iz prethodnog albuma. Sandström je napustio sastav 1996., a Lindgren je preuzeo vokale na njihovom četvrtom albumu Hating Life. Ovaj je album napredovao dalje u stilu započetom na Soulless. Uslijedila je još jedna europska i američka turneja koja je rezultirala koncertnim albumom Extremely Rotten Live. Nakon toga sastav se više-manje raspao.
Godine 1999. bila je prva godina kada su se članovi ponovo sastali i počeli s probama; ipak sastav je išao sporo. Na kraju je to dovelo do pripremne europske turneje i novog albuma 2002. Back from the Grave bio je povratak stilu prikazanom na njihovom drugom albumu, You'll Never See..., s minimalnim utjecajem iz albuma Soulless. Kao bonus, albumu priložen je CD s tri demoalbuma.

### Fiendish RegressioniAs Rapture Comes(2004. – 2007.)
Album iz 2004. Fiendish Regression doživio je odlazak bubnjara Paulssona, kojeg je zamijenio bubnjar Coerciona Pelle Ekegren. Ovaj album je pokazao agresivnije i općenito nešto brže pjesme. Uslijedila je turneja po Europi u suradnji s kanadskim sastavom Cryptopsy.
Dvije godine kasnije 2006., objavljen je album As Rapture Comes, dodatno povećavajući ukupnu brzinu i agresiju glazbenog stila sastava. Zanimljivo je uključivanje obrade pjesme "Them Bones" sastava Alice in Chains. Kao podršku albumu sastav je išao na turneju sa sastavima Dismember, Vital Remains, Demiricous i Withered kroz SADu i Kanadu. U studenome 2006. obišli su Europu u sklopu turneje Masters of Death, sa skupinama Unleashed, Dismember, Entombed i Exterminator. U rujnu je Grave krenuo na europsku turneju sa sastavom Nile za njihov album Ithyphallic.

### Danas (2008. – danas)
Godine 2008. sastav se vratio sa svojim osmim studijskim albumom Dominion VIII. Stilski se vratio na old-school death metal korijene sastava. Sljedeći album, Burial Ground, nastavio je u istom stilu. Godine 2010. Fredrik Isaksson je napustio sastav, a zamijenio ga je Tobias Cristiansson iz skupine Dismember.
U srpnju 2011. objavljeno je da se očekuje da Grave počne snimati svoj deseti album te jeseni i da će biti objavljen 2012. Album Endless Procession of Souls, objavljen je 27. kolovoza 2012., u Europi i Sjevernoj Americi sljedećeg dana.
Grave su objavili svoj jedanaesti studijski album Out of Respect for the Dead u listopadu 2015. Dana 4. rujna sastav je otkrio naslovnicu albuma koju je izradio Costin Chioreanu.
Dana 1. prosinca 2017., Grave je objavio razlaz sa svojim jedanaestogodišnjim bubnjarom Ronniejem Bergerståhlom; šest mjeseci kasnije, sastav je angažirao Tomasa Lagréna kao njegovu zamjenu. Grave je u procesu rada na novom albumu.

## Diskografija
Studijski albumi
- Into the Grave (1991.)
- You'll Never See... (1992.)
- Soulless (1994.)
- Hating Life (1996.)
- Back from the Grave (2002.)
- Fiendish Regression (2004.)
- As Rapture Comes (2006.)
- Dominion VIII (2008.)
- Burial Ground (2010.)
- Endless Procession of Souls (2012.)
- Out of Respect for the Dead (2015.)

Koncertni albumi
- Extremely Rotten Live (1997.)
- Enraptured (2006.)

Demoalbumi
- Sick Disgust Eternal (1988.)
- Sexual Mutilation (1989.)
- Anatomia Corporis Humani (1989.)
- Promo 89 (1989.)
- Advance Cassette - Into the Grave (1991.)
- Promo 91 (1991.)

EP-ovi
- ...and Here I Die... Satisfied (1993.)
- Morbid Ascent (2013.)

## Članovi
Treutna postava
- Ola Lindgren – gitara, vokal (1986. – danas)
- Tobias Cristiansson – bas-gitara (2010. – danas)
- Mika Lagrén – gitara (2011. – danas)
- Tomas Lagrén – bubnjevi (2018. – danas)

Bivši članovi
- Jörgen Sandström – bas-gitara, gitara, vokal (1986. – 1995.)
- Jensa Paulsson – bubnjevi (1986. – 2002.)
- Jügge Oi – bas-gitara (1986. – 1988.)
- Jonas Torndal – bas-gitara (1989. – 1992.), gitara (1996. – 2007.)
- Fredrik Isaksson – bas-gitara (2001. – 2010.)
- Peter Ekegren – bubnjevi (2002. – 2006.)
- Pelle Liljenberg – bubnjevi (2004.)
- Ronnie Bergerstål – bubnjevi (2006. – 2017.)
- Magnus Martinsson – gitara (2008. – 2011.)

Koncertni članovi
- Pelle Liljenberg – bubnjevi (2002.)
- Chris Barkensjö – bubnjevi (2004.)
- Lord K. Philipson – gitara (2006.)
- Simon Wizén – bas-gitara (2014.)